# Нурбагандова, Зубай Нурбагандовна
Зубай (Зубайдат) Нурбагандовна Нурбагандова  — советский политический деятель. Депутат Верховного Совета СССР 6 созыва, Депутат Верховного Совета ДАССР.

## Биография
В 1919 году родилась в селе Урахи Сергокалинского района Дагестанской АССР. По национальности — даргинка. Окончила 7 классов интерната горянок в городе Махачкала.
С 1929 года работает на заводах, фабриках и в мясо-молочных комбинатах. В 1947 г. награждена орденом «Знак Почёта».
С 1958 по 1962 г.г — Депутат Верховного Совета Дагестанской АССР.
В 1960 г. Указом Президиума Верховного Совета СССР награждена орденом Трудового Красного Знамени.
С 1962 по 1965 г.г — Депутат Верховного Совета СССР 6 созыва.
Скончалась в 2000 году.